# Алломорф
Алломо́рф (алломорфа) — лингвистический термин, обозначающий вариант морфемы, которая может иметь разные варианты произношения. Используется в языкознании для объяснения существования различных вариантов произношения у отдельных морфем.

## Пример
Приставка воз- в русском языке в качестве морфемы может быть реализована четырьмя алломорфами: собственно как воз- (возрастать), с редуцированным гласным звуком вз- (взрослый), с оглушённым финальным согласным вос- (воспитать) и с дополнительной редукцией гласного вс- (вспотеть).

## История
Термин первоначально использовался для определения вариаций химической структуры. Был предложен для использования в языкознании в 1948 году.